# Cyriocosmus ritae
Cyriocosmus ritae là một loài nhện trong họ Theraphosidae.
Loài này thuộc chi Cyriocosmus. Cyriocosmus ritae được miêu tả năm 1998 bởi Pérez-Miles.